# Pasokificatie
Pasokificatie is de achteruitgang van centrumlinkse, sociaaldemocratische politieke partijen in Europa en andere westerse landen in de jaren 2010. In 2015 behaalden deze partijen het laagste stemmenpercentage in 70 jaar tijd. Het fenomeen is vernoemd naar de Griekse partij PASOK, die van 43,9% in 2009 verschrompelde tot 4,7% in 2015. Deze tendens ging vaak gepaard met de opkomst van links-populistische, rechts-populistische of nationalistische alternatieven.

## Voorbeelden
- Frankrijk: De PS ging sterk achteruit na haar overwinning in de presidents- en parlementsverkiezingen van 2012. Tegen 2016 had president François Hollande slechts de steun van 4% van de bevolking in peilingen; hij nam dan ook niet deel aan de volgende verkiezingen. In de presidentsverkiezing van 2017 won PS-kandidaat Benoît Hamon amper 6,4% van de stemmen, een historisch slecht resultaat. In de parlementsverkiezingen datzelfde jaar ging de PS van 280 naar 30 zetels, het grootste verlies ooit. Deze tendens zette zicht verder in de Europese Parlementsverkiezingen van 2019 en de presidentsverkiezingen van 2022.
- Griekenland: PASOK was jarenlang de dominante centrumlinkse partij, tot kiezers haar zwaar afstraften voor haar rol in de Griekse staatsschuldencrisis.  In 2012 ging ze van 43,9% (in 2009) naar 13,2%. In januari 2015 haalde de partij nog maar 4,7%. Zowel de conservatieven (ND) als extreemlinks (Syriza, KKE) en extreemrechts (Gouden Dageraad) wonnen bij deze verkiezingen. Nadat Syriza in de regering stapte en vervolgens verloor in de verkiezingen van 2019, maakte PASOK een voorzichtige terugkeer als deel van de coalitie KINAL. Of er sprake is van de-pasokificatie of omgekeerde pasokificatie, is voer voor discussie.